# Уила
 Тази статия е за провинцията в Ангола.  За департамента в Колумбия вижте Уила (департамент).  
Уѝла (на португалски: Huíla) е провинция, разположена в югозападна Ангола. Площта ѝ е 75 002 квадратни километра, населението – приблизително 700 хил. души. Столица на провинцията е град Лубанго с население над 100 000 души.